# 假面騎士REVICE The Mystery
《假面騎士REVICE The Mystery》（日语：仮面ライダーリバイス The Mystery（ザ・ミステリー））是特摄片《假面騎士REVICE》的外傳作品。

## 本作特色
- 飾演《假面騎士555》中「海堂直也 / 蛇Orphnoch」的演員唐橋充繼《d Video特別篇 假面騎士4號》后，首次以角色名字不同，但性質相同的新角色，出演于他作《假面騎士系列》的外傳。
- 飾演《假面騎士W》中「照井龍 / 假面騎士Accel」的演員木之本嶺浩繼《Drive SAGA 假面騎士Chaser》和《假面騎士ZI-O NEXT TIME Geiz Majesty》後，第三度出演於他作《假面騎士系列》作品的外傳。
- 飾演《假面騎士鎧武》中「城乃內秀保 / 假面騎士古列頓」的演員松田凌，和飾演「凰蓮・皮埃爾・阿方索 / 假面騎士布拉弗」的演員吉田金屬，繼《鎧武外傳 假面騎士古列頓VS假面騎士布拉弗》後，首次出演於他作《假面騎士系列》作品的外傳。
- 飾演《假面騎士Drive》中「追田現八郎」的演員井俁太良繼《Drive SAGA》後，首次出演於他作《假面騎士系列》作品的外傳。
- 本作為首部以多角度版本方式拍攝的外傳作品，當中除了穿插以「死亡之徒」三幹部為視角的長達8分鐘的前傳外，也有以「門田廣見」和「拜斯」為視角的版本[2]。

### 各作品關聯性
- 本作與其他系列的各自劇情有著聯動性關係：
  - 《假面騎士REVICE》時間點位於TV本篇第16-17話之間[注 1]。
  - 《假面騎士Drive》時間點位於外傳《Drive SAGA 假面騎士Heart/假面騎士Mach》四年後。
  - 《假面騎士鎧武》時間點位於《鎧武外傳 假面騎士古列頓VS假面騎士布拉弗》一年後。
  - 《假面騎士W》TV本篇結束後11年。

## 故事概要
以荒郊野外的歐式洋房為舞台，並解開殺人事件之謎的故事。

## 本作用語
虹天花
原文： / 
位於荒郊野外的一棟豪華民宿，西園寺鈴是該民宿的主人。
追田現八郎、五十嵐一輝、拜斯和門田廣見分別為追擊惡路程式和死囚而來到此處。
但因為唯一來往叢林與外界之間的吊橋斷裂，導致該民宿現被孤立著，直到第4話狩崎和照井根據前者與一輝的通話記錄（附帶GPS）才來到此處。
植島研究所
原文： / 
菲尼克斯科學家之二的植島正吾和西園寺鈴的研究所，内存大量歷代騎士怪人的基因、數據和實物，於第三話被狩崎和照井發現其存在。
怪人印章
原文： / 
蘊含歷代騎士怪人的遺傳基因情報的印章型道具，由植島正吾獨自研發。
外形與罪惡印章不同的是，該印章呈黑色，且正面有著相應怪人造型的貼紙。
根據透露，需要齊全十個怪人印章才能製造出集大成之作——「奧布利維安印章」。

## 登場人物

#### 《假面騎士REVICE》
五十嵐一輝（いがらし・いっき）（前田拳太郎飾）
假面騎士REVI的變身者，五十嵐一家的長子。

拜斯（木村昴聲）
假面騎士VICE的變身者，一輝體內所寄宿的惡魔。
於本作中為配合情節發展，而特地打扮成神探夏洛克的模樣。
五十嵐大二（いがらし・だいじ）（日向亘飾）
五十嵐一家的次子，一輝的弟弟，菲尼克斯的分隊長。

五十嵐櫻（いがらし・さくら）（井本彩花飾）
五十嵐一家的小女兒，一輝和大二的妹妹。

門田廣見（かどた・ひろみ）（小松準彌飾）
假面騎士DEMONS的變身者，菲尼克斯的司令官。
第1話時與一輝追擊死囚而意外來到郊外的虹天花，後在看到西園寺鈴時一見鍾情。
第2話為了保護西園寺鈴與劍刃惡路程式戰鬥，最後成功將其擊敗，但自身也受到大量傷害而倒下。
第3話負傷與現八郎一同追擊身爲操冥使徒的上屋，最後再次暈過去。
第4話在一輝推斷出這一切事件的幕後黑手為西園寺鈴時，感到難以置信。
第5話負傷趕到戰場，並將變身成伸縮猛擊者Hazard的花輪擊倒，並在結局時因失戀而流淚。
喬治·狩崎（じょーじ・かりざき）（濱尾範高飾）
菲尼克斯的天才科學家，騎士系統的開發者。
於本作中被照井龍邀約到風都會面，並因知道對方的假面騎士Accel的身份而想跟他要簽名。
第3話與照井發現到已故科學家植島的研究室，並發現許多歷代騎士怪人的相關資料和基因，甚至發現到一個可怕的陰謀。
第4話與照井一同抵達一輝和拜斯所在的虹天花。
第5話在事情告一段落后，秘密地將怪人印章的所有數據複製起來。
阿奎萊拉（淺倉唯飾）
死亡之徒的女王。
於本作中和胡里歐在離民宿虹天花有50公里遠的地方露營，還表示對歐魯特卡無感。
歐魯特卡（關隼汰飾）
死亡之徒的幹部之一，大王烏賊・死囚的變身者。
於本作中因被阿奎萊拉和胡里歐説壞話而不斷打噴嚏。
胡里歐（八條院藏人飾）
死亡之徒的幹部之一，野狼・死囚的變身者。
於本作中和胡里歐在離民宿虹天花有50公里遠的地方露營，還入手了幾套歷代假面騎士系列女主角的服裝讓阿奎萊拉試穿。

#### 《假面騎士Drive》
追田現八郎（おった・げんはちろう）（井俣太良飾）
警視廳搜查一課的警部補，也是泊進之介/假面騎士Drive的同伴。
於本作中為追擊惡路程式而一路追到虹天花，並與一輝等人會面。
第5話事情結束后，和照井一起被一輝邀請到幸福澡堂泡澡。

#### 《假面騎士鎧武》
城乃内秀保（じょうのうち・ひでやす）（松田凌飾）
假面騎士古列頓的變身者，凰蓮・皮埃爾・阿方索的徒弟。
凰蓮・皮埃爾・阿方索（おうれん・ピエール・アルフォンゾ）（吉田メタル飾）
假面騎士布拉弗的變身者，本名『凰蓮嚴之介』。
西式糕點店「Charmant」的店長。
第2話在喬治·狩崎和照井龍照訪澤芽市時，師徒兩人正在與鹿異域精靈對戰，在擊倒之後與喬治·狩崎歡樂地拍照，隨後兩人就追擊變身者而離去。
第4話時抓到變身者，並在一番搔癢逼供下，得知想要的情報，並透過電話告知照井龍。

#### 《假面騎士W》
照井龍（てるい‧りゅう）（木之本嶺浩 飾）
假面騎士Accel的變身者，風都警察局的警官。
於本作中為了追查怪人與印章的關聯一事而主動邀約狩崎，本想與其商討接下來的事，殊不知對方居然先討簽名照。
第4話與喬治·狩崎一同抵達一輝和拜斯所在的虹天花。
第5話事情結束后，和現八郎一起被一輝邀請到幸福澡堂泡澡。
- 以往照井龍的形象是身穿紅色皮衣的警官，但這次改穿黑色皮衣，這是演員木之本嶺浩提出的建議。

#### 《假面騎士555》
上屋直人（かみや・なおと） （唐橋充飾）
吉他講師，真實身份為蛇Orphnoch / 海堂直也。
因虹天花所提出的酬金高和伙食包辦的條件，而樂意住在民宿裡。
第3話被拜斯發現自己的操冥使徒的身份，而一度逃跑，后被廣見和現八郎抓回去。
第4話被西園寺鈴及變身成伸縮猛擊者Hazard的花輪真藏擊暈帶走。
第5話保護差點被拜斯誤傷的西園寺鈴後，刻意讓其抽取基因，在西園寺鈴被逮捕後默默離開。

### 本作登場人物
西園寺鈴（さいおんじ・すず） （逢澤莉娜飾）
民宿虹天花的老闆，植島正吾的未婚妻兼研究助手。
第1話時接待追擊紅猩猩·死囚而意外來到虹天花的一輝與廣見，並向他們介紹在這民宿內的所有人。
第4話得知為此事件的幕後真兇，目的在於獲得蛇Orphnoch的基因和消滅REVICE。
第5話在保護她的海堂允許下抽取蛇Orphnoch的基因來完成奧布利維安印章，並使用印章變身成奧布利維安對一輝發起攻擊，最後被其擊敗，並被照井龍逮捕。
花輪真藏（はなわ・しんぞう） （金山一彥飾）
民宿虹天花的傭人，為殺害權田原的兇手。
第3話被證實為劍刃惡路程式的變身者。
第4話被西園寺鈴使用印章變身成伸縮猛擊者Hazard，將西園寺鈴帶離並抓走海堂直也。
第5話被假面騎士DEMONS擊倒，然後被逮捕。
鮫島康夫（さめじま・やすお） （菅原卓磨飾）
飲食店員工，有暴行前科。
權田原太郎（ごんだわら・たろう） （兒玉貴志飾）
自由作家，有詐欺前科。
第1話在房間內被不明人士殺害。
第4話得知為紅猩猩·死囚的變身者，後得知因私下販售植島正吾所研發的怪人印章的關係而被西園寺鈴命令變身成劍刃惡路程式的花輪真藏殺害，並被偽造犯罪現場企圖嫁禍給化名為上屋直人的海堂直也。
冰室美砂（ひむろ・みさ） （新田步菜飾）
民宿虹天花的女僕。
植島正吾（うえじま・しょうご）（森田桐矢飾）
菲尼克斯科學家之一，也是鈴的未婚夫，實力與狩崎不相上下。
劇情中得知，蘊含歷代騎士怪人基因的怪人印章正是出自他之手，但沒被菲尼克斯采用，不久前又因瘋狂研究而過勞死去，相關技術被不明人士繼承，並加以濫用。

## 本作登場怪人

### 死囚（Deadman）
| 日本原文名字 | 中文名字     | 英文名字          | 印章     | 身高    | 體重    | 特色 / 能力             | 變身者     | 備註 |
| ------------ | ------------ | ----------------- | -------- | ------- | ------- | ----------------------- | ---------- | --- |
|              | 紅猩猩・死囚 | Orangutan Deadman | 死囚印章 | 206.2cm | 107.1kg | 優秀運動能力 / 格鬥攻擊 | 權田原太郎 | 擁有紅猩猩生物遺傳基因情報的怪人。 擁有出色的運動能力，擅長高速跳躍和格鬥攻擊，但戰鬥能力低於罪惡印章（原型罪惡印章）變身的紅猩猩・死囚。 |

### 奧布利維安
原文： / Oblivian
罪惡印章：奧布利維安印章
身高：195.8cm
體重：79.8kg
特色：10種怪人的特性
（CV：逢澤莉娜）
經由十個怪人印章的基因情報結合而成的奇美拉等級的怪人。
右腕的巨爪身能投射具爆發力的藍色能量炮；背部所張開的翼膜，除了有助高速飛行，也能發射大量刃狀羽毛。

## 本作登場道具

### 怪人印章（Kaijin Stamp）
Kaijin Stamp一覽 
| 英文名稱       | 日文名稱 | 中文名稱     | 對應怪人       | 能力                     | 備註                                           |
| -------------- | -------- | ------------ | -------------- | ------------------------ | ---------------------------------------------- |
| Deadman Stamp  |          | 死囚印章     | 紅猩猩・死囚   | 變身成紅猩猩・死囚。     | 存放紅猩猩・死囚遺傳基因情報的印章型道具。     |
| Dopant Stamp   |          | 摻雜體印章   | 熱力摻雜體     | 變身成熱力摻雜體。       | 存放熱力摻雜體遺傳基因情報的印章型道具。       |
| Inves Stamp    |          | 異域精靈印章 | 鹿異域精靈     | 變身成鹿異域精靈。       | 存放鹿異域精靈遺傳基因情報的印章型道具。       |
| Roidmude Stamp |          | 惡路程式印章 | 劍刃惡路程式   | 變身成劍刃惡路程式。     | 存放劍刃惡路程式遺傳基因情報的印章型道具。     |
| Stamp          |          | 牙血鬼印章   | 蜘蛛牙血鬼     | 變身成蜘蛛牙血鬼。       | 存放蜘蛛牙血鬼遺傳基因情報的印章型道具。       |
| Stamp          |          | 宙體闇使印章 | 白羊座宙體闇使 | 變身成白羊座星座使徒。   | 存放白羊座星座使徒遺傳基因情報的印章型道具。   |
| Gurongi Stamp  |          | 達古朗基印章 | 滋·查因·古朗基 | 變身成滋·查因·達古朗基。 | 存放滋·查因·達古朗基遺傳基因情報的印章型道具。 |
| Worm Stamp     |          | 異蟲印章     | 蚊異蟲         | 變身成蚊異蟲。           | 存放蚊異蟲遺傳基因情報的印章型道具。           |
| Smash Stamp    |          | 猛擊者印章   | 伸縮猛擊者     | 變身成伸縮猛擊者。       | 存放伸縮猛擊者遺傳基因情報的印章型道具。       |
| Orphnoch Stamp |          | 操冥使徒印章 | 蛇操冥使徒     | 變身成蛇操冥使徒。       | 存放蛇操冥使徒遺傳基因情報的印章型道具。       |

### 其他罪惡印章
其他Vistamp一覽 
| 英文名稱 | 日文名稱     | 中文名稱   | 備註 |
| -------- | ------------ | ---------- | --- |
| Oblivian | オブリビアン | 奧布利維安 | 經由十個怪人印章內的遺傳基因情報結合而成的新型罪惡印章，為植島正吾的研究計劃中的集大成之作。 在奧布利維安被假面騎士REVI和假面騎士VICE擊倒後，該印章也跟著被擊毀。 |

## 樂曲

### 主題曲
「Without you」
- 演唱：前田拳太郎、小松準彌（日语：小松準弥）
- 作詞：渡部紫緒
- 作曲：坂部剛

## 演員
- 五十嵐一輝 - 前田拳太郎
- 門田廣見 - 小松準彌
- 喬治·狩崎 - 濱尾範高
- 五十嵐大二 - 日向亘
- 五十嵐櫻 - 井本彩花
- 阿奎萊拉 - 淺倉唯
- 歐魯特卡 - 關隼汰
- 胡里歐 - 八條院藏人
- 西園寺鈴 - 逢澤莉娜
- 上屋直人 - 唐橋充
- 花輪真藏 - 金山一彥
- 鮫島康夫 - 菅原卓磨
- 權田原太郎 - 兒玉貴志
- 冰室美砂 - 新田步菜
- 追田現八郎 - 井俁太良
- 照井龍 - 木之本嶺浩
- 植島正吾 - 森田桐矢

### 聲演
- 拜斯 - 木村昴

## 製作人員
- 原作 - 石之森章太郎

## 外部連結
- TELASA （页面存档备份，存于）（日語）

## 相關資料